# Esobi
eSobi ist ein Vielzweck-Internetwerkzeug, das RSS-Reader, Meta-Suchmaschine und Informationsarchiv in einer einzigen Oberfläche kombiniert. Die „Light“-Version von eSobi (auch eSobi News Center), die sowohl den Nachrichten-Reader als auch ein Archiv kombiniert, wurde weltweit auf Acer Computern vorinstalliert.

## Geschichte
eSobi wurde von esobi Inc. 2006 zuerst als Windows-basierte Shareware zum Lesen von RSS-Nachrichten, zur Engine-übergreifenden Suche und zur zentralen Dateiverwaltung für empfangene Internetinformationen entwickelt. eSobi ist einer der wenigen RSS-Reader, die das Logo Certified for Windows Vista für vollständige Kompatibilität mit dem Betriebssystem Windows Vista tragen.
Zu Beginn des ersten Quartals 2007 ging eSobi eine Partnerschaft mit Acer Inc. ein, um die eSobi Nachrichtenzentrale auf den Acer Desktop- und Laptop-Computern vorzuinstallieren, unter anderem auf den Acer Aspire One Netbooks. eSobi findet sich auch auf USB-Speichersticks der Firma Transcend und auf einigen MSI Motherboard-Modellen.

## Funktionen
- Ein RSS-Reader, der das OPML-Format unterstützt
- Nur-Text- und Übersichtsmodus für Nachrichtenseiten
- Nachrichtenfilter auf Basis von Schlüsselworten
- Podcasting-Client zum Laden von Multimedia-Inhalt aus dem Internet.
- Basis-/erweiterte Suchfunktionen
- Durchsuchen verschiedener Suchmaschinen gleichzeitig
- Datenbank zur Suchhistorie
- Dokumentenarchiv für RSS-Nachrichten und Organisation der Suchergebnisse
- Unterstützung für die zentrale Dateiverwaltung bei Microsoft Office-Dateien, PDF- und html-Dateien
- Webseiten-Editor zum schnellen Erstellen von Notizen
- derzeit in 15 Sprachen verfügbar